# Оптична роздільна здатність

Інтенсивність як функція місця; критерій Релея відповідає кривій C (мінімум для однієї кривої збігається з максимумом для іншої).

Оптична роздільна здатність визначає спроможність системи обробки зображень розрізняти деталі показуваного об'єкта.
Система утворення зображення може мати безліч окремих складових, в тому числі одну або кілька лінз та/або складники запису і відображення. Кожен з них робить свій внесок (за певної будови та відповідного налаштування) в оптичну роздільність системи; оточення, за якого часто створюється зображення, є ще одним важливим чинником.
Для прикладу, чим більше світлочутливих елементів у сканера, тим більше точок він може зняти з кожної горизонтальної смуги зображення. Це і називається оптичною роздільною здатністю. Вона визначається кількістю світлочутливих елементів (фотодатчиків), які припадають на дюйм горизонталі, яка сканується.

## Бічна роздільна здатність
Роздільна здатність залежить від відстані між двома помітними випромінювальними точками. Усі висновки ґрунтуються на математичних моделях кілець Ейрі, що передбачають відповідний рівень контрастності. У низько-контрастних системах роздільність може бути набагато нижчою, ніж визначає теорія. Справжні оптичні системи є складними, і практичні труднощі часто збільшують проміжок між розрізненими точковими джерелами.
Роздільна здатність системи заснована на мінімальній відстані, з якої точки можна розрізнити окремо. Декілька стандартів використовуються для кількісного визначення того, чи можна розрізнити точки. Один із методів вказує, що на лінії між центром однієї точки та наступної, контраст між найбільшою та найменшою інтенсивністю буде щонайменше на 26% нижчим за максимальний. Це відповідає накладенню одного кільця Ейрі на перше темне кільце в іншому. Цей стандарт розподілу також відомий як критерій Релея.

## Роздільна здатність об'єктива
Здатність лінзи розрізняти докладності, зазвичай визначається якістю лінзи, але зрештою, обмежена дифракцією. Світло, що надходить від точкового джерела в об'єкті, дифрагує через апертуру лінзи таким чином, що утворює на зображенні дифракційну картину, котра має центральну пляму та навколишні світлі кільця, розділені темними нулями; цей відбиток відомий як візерунок Ейрі, а центральна яскрава частка — як кільця Ейрі.
Дві сусідні точки в об'єкті породжують дві дифракційні картинки. Якщо кутове віддалення двох точок значно менше за кутовий радіус кільця Ейрі, то дві точки не можна розрізнити на зображенні, але якщо їх кутова відстань набагато більша, з'являються чіткі зображення двох точок. Отже, чим більше діаметр об’єктива або його діафрагма, тим більше роздільна здатність. Астрономічні телескопи мають якнайбільші лінзи для можливості «бачити» найменші деталі зірок.
Однак лише найякісніші лінзи мають обмежену дифракційну роздільну здатність, і зазвичай якість об’єктива обмежує його здатність розрізняти деталі. Ця здатність виражається оптичною передатною функцією, яка описує просторову (кутову) зміну світлового сигналу як функцію просторової (кутової) частоти. Коли зображення проєктується на плоску поверхню, таку як фотоплівка або твердотіловий детектор, кращим показником є просторова частота, але коли зображення надсилається лише на об’єктив, переважною є кутова частота.

## Роздільна здатність сенсора (просторова)
Деякі оптичні давачі призначені для виявлення просторових відмінностей електромагнітної енергії. До них належать фотоплівка, твердотілові пристрої (ПЗС, КМОП-визна́чники та інфрачервоні давачі, такі як PtSi та InSb), трубчасті детектори (відикон, плюбикон і фотопомножувачі, що використовуються в приладах нічного бачення), сканувальні визначники (переважно застосовуються для ІЧ), піроелектричні сповіщувачі та мікроболометри. Спроможність такого визначника розрізняти ці відмінності, переважно залежить від розміру детекторних елементів.
Просторова роздільна здатність, зазвичай виражається у парах рядків на міліметр (lppmm), лініях (роздільність, переважно для аналогового відео), контрастності по відношенню до циклів/мм або MTF (модуль OTF). MTF можна знайти, використовуючи двовимірне перетворення Фур’є функції просторової вибірки. Менші пікселі призводять до ширших кривих MTF і, таким чином, кращого виявлення високочастотної енергії.
Це подібно використанню перетворення Фур'є функції дискретизації сигналу; в цьому разі переважним чинником є період дискретизації, який аналогічний розміру елемента зображення (пікселя).
Іншими чинниками є: шум пікселів, перехресні перешкоди пікселів, проникнення підкладки та коефіцієнт заповнення.
Поширеною проблемою серед нефахівців, є використання кількості пікселів на матриці, для визначення роздільності. Якби всі визна́чники були однакового розміру, це було б прийнятним та оскільки цього немає, кількість пікселів може ввести в оману. Наприклад, 2-мегапіксельна камера з 20-мікрометровими квадратними пікселями матиме гіршу роздільність, ніж 1-мегапіксельна камера з 8-мікрометровими пікселями, за інших рівних умов.

## Роздільна здатність очей
Людське око є обмежувальною ознакою багатьох систем, коли метою системи є представлення даних людям для обробки. 
Наприклад, у служби безпеки або керування повітряним рухом, дисплей і робоча станція мають бути улаштовані так, щоби пересічні люди могли виявляти проблеми та втілювати заходи щодо їх усунення. Іншими прикладами є випадки, коли людина використовує очі для виконання важливого завдання, такого як політ (пілотування за візуальним орієнтиром), керування транспортним засобом тощо. 
Найкраща гострота зору людського ока в його оптичному центрі (ямці) становить менше 1 кутової хвилини на пару ліній, що швидко зменшується від ямки. 
Людському мозку потрібно більше, ніж просто пара ліній, аби зрозуміти, що саме зображує око. Критерії Джонсона визначають кількість пар рядків очної роздільної здатності або роздільної здатності давача, потрібних для розпізнавання або визначення об’єкта.